# 1187

## أحداث
- تأسيس مدينة ستوكهولم وتقع حاليا في السويد.
- حصار القدس في الفترة ما بين 20 سبتمبر و2 أكتوبر.
- 12 نوفمبر: بدء حصار صور والذي استمر إلى 1 يناير 1188.
- 4 يوليو - معركة حطين التي انتصر فيها المسلمون على الصليبيين.

## مواليد
- 5 سبتمبر - ملك فرنسا لويس الثامن.
- آرثر الأول دوق بريتاني.
- ابن أبي الدم.
- ابن دنينير.
- المكزون السنجاري.
- علي بن عدلان.
- فلاديمير ريوريكوفيتش الرابع.
- لويس الثامن ملك فرنسا.
- أحمد بن خليل الخويي

## وفيات
- ريموند الثالث
- علي ابن ريفيرتير، قائد كتلاني، خدم في جيش المرابطين والموحدين.
- أرناط.
- ابن التعاويذي.
- ابن بري.
- جيراردو الكريموني.
- روبرت أوف سانت ألبانس.
- غريغوري الثامن.